# إبراهيم صالح
إبراهيم صالح (9 يوليو 1986 -) كاتب وممثل كوميدي سعودي.

## عن حياته
ولد في مدينة الجبيل شرقي السعودية، بدأ التمثيل بعمر الحادية عشر مع شقيقه الأكبر سعيد الذي يعمل كممثل وشارك في مسلسل تلفزيوني للمخرج عبد الخالق الغانم حمل اسم شوية ملح، لكنه توقف عن التمثيل وأكمل دراسته في ماليزيا، وجاءت فكرة تقديم برنامج كوميدي يحمل اسم برودكاست شوو الذي حقق نجاحاً محليًا ويعتبر من أهم البرامج السعودية على موقع اليوتيوب وأكثر البرامج مشاهدة في المملكة العربية السعودية ضمن مجموعة «برامج صاحي». درس إبراهيم في «جامعة كوالالمبور» في ماليزيا في تخصص إدارة أعمال. شارك في برنامج الواقع «ليش لا» بعام 2014 الذي بث على قناة إم بي سي 1.

## وصلات خارجية
- صفحته في موقع تويتر.
- صفحة البرنامج الذي يقدمه.